# Mikhail Romm
Mikhail Romm (Irkutsk, 24 de janeiro de 1901 — Moscou, 1 de novembro de 1971) foi um cineasta russo.